# سویدنیا
سویدنیا (به بلغاری: Svidnya) یک منطقهٔ مسکونی در بلغارستان است که در استان صوفیه واقع شده‌است.